# Vickers Valetta
Il Vickers Valetta era un aereo bimotore inglese, realizzato nella seconda metà degli anni quaranta, il cui nome deriva da quello della capitale maltese. Progettato come aereo da trasporto, venne realizzato anche in apposite versioni per l'addestramento degli equipaggi dei bombardieri.

## Storia

### Sviluppo
La Vickers realizzò il progetto del Valetta, partendo da quello del Viking, aereo di linea che aveva volato per la prima volta nel giugno del 1945: il 158º esemplare di Viking divenne infatti il prototipo del Valetta e ricevette il battesimo dell'aria due anni dopo, precisamente il 30 giugno 1947.
Nell'aspetto esteriore i due velivoli non presentavano differenze sostanziali anche se balzavano immediatamente all'occhio i due grossi portelloni di carico nel lato sinistro della fusoliera del Valetta.
Il Valetta, a sua volta, venne utilizzato come base per la realizzazione di un velivolo specificamente destinato all'addestramento degli equipaggi dei bombardieri, che prese il nome di Vickers Varsity.

### Descrizione tecnica
Monoplano ad ala medio/bassa, dalla struttura interamente metallica e carrello triciclo posteriore, il Valetta impiegava motori radiali Bristol Hercules 230. Si trattava di un motore a 14 cilindri disposti a doppia stella, raffreddato ad aria.
Il nuovo velivolo, identificato con la sigla interna Type 607, era progettato per compiti di trasporto truppe (fino a 34 soldati, oppure 20 paracadutisti completamente equipaggiati), come aeroambulanza, traino alianti o trasporto merci. Per svolgere al meglio tutti questi compiti era dotato di pavimento irrobustito, rispetto al Viking.

### Impiego operativo
Il Valetta venne impiegato esclusivamente dalla Royal Air Force.
I primi Valetta operativi furono quelli della versione C.1 (da trasporto) che, nel 1948 andarono a sostituire i Douglas Dakota nelle file del Transport Command. In particolare furono impiegati per il lancio di paracadutisti nel corso della crisi di Suez ed in numerose altre operazioni nel corso degli anni cinquanta e sessanta.
La prima versione da addestramento (T.3) divenne operativa a partire dal 1951 e venne destinata alle scuole di volo della RAF, alle quali furono consegnati complessivamente 40 esemplari. Di questi, 18 vennero successivamente modificati (assumendo la designazione di T.4) mediante l'installazione di un radar (alloggiato nel cono anteriore della fusoliera, che venne appositamente allungato) e destinati all'addestramento per compiti di Airborne Interception (letteralmente, intercettazione aeroportata).

## Versioni
- Valetta C.1: versione da trasporto di cui furono costruiti 211 esemplari;
- Valetta C.2: versione da trasporto passeggeri in configurazione VIP, prevedeva un minimo di 9 posti ed un massimo di 15. In questa versione vennero prodotti 11 velivoli;
- Valetta T.3: addestratore per equipaggi dei bombardieri; 40 esemplari prodotti.
- Valetta T.4: versione ottenuta mediante la conversione di esemplari della T.3; dotati di radar alloggiato all'estremità di prua[6].

## Sviluppi correlati
- Vickers Varsity: derivato dal Valetta, differiva prevalentemente per le maggiori dimensioni ed il carrello d'atterraggio in configurazione tricicla anteriore.

## Utilizzatori
Regno Unito
- Royal Air Force